# Fusées à gogo
Pour plus de détails, voir Fiche technique et Distribution.
Fusées à gogo (Rockets Galore!) est un film britannique réalisé par Michael Relph, sorti en 1958.

## Synopsis
Pendant la guerre froide, les habitants de l'île de Todday dans les Hébrides s'opposent à l'installation d'une base de missiles par l'armée britannique.

## Fiche technique
- Titre original : Rockets Galore!
- Titre français : Fusées à gogo
- Réalisation : Michael Relph
- Scénario : Monja Danischewsky, d'après le roman de Compton Mackenzie
- Direction artistique : Jack Maxsted
- Costumes : Yvonne Caffin
- Photographie : Reginald Wyer
- Son : Geoffrey Daniels, Bill Daniels
- Montage : John Guthridge
- Musique : Cedric Thorpe Davie
- Production : Basil Dearden
- Production exécutive : Earl St. John
- Société de production : Rank Film Productions
- Société de distribution : J. Arthur Rank Film Distributors
- Pays d'origine :  Royaume-Uni
- Langue originale : anglais
- Format : couleur (Eastmancolor) — 35 mm — son mono
- Genre : Comédie
- Durée : 94 minutes
- Dates de sortie :
  - Royaume-Uni : 1958
  - France : 13 juillet 1960

## Distribution
- Jeannie Carson (en) : Janet MacLeod
- Donald Sinden : Hugh Mander
- Roland Culver : Capitaine Waggett
- Catherine Lacey : Mme Waggett
- Noel Purcell : Père James
- Ian Hunter : Commodore Watchorn
- Duncan Macrae (en) : Duncan Ban
- Jean Cadell : Mme Campbell
- Gordon Jackson : George Campbell
- Alex Mackenzie (en) : Joseph MacLeod
- Carl Jaffe : Dr Hamburger
- Nicholas Phipps : Andrew Wishart
- Jameson Clark : Constable Macrae
- Ronnie Corbett : Drooby
- James Copeland : Kenny MacLeod
- John Stevenson Lang : Révérend Angus

## Autour du film
- Ce film se voulait une suite à Whisky à gogo ! (Whisky Galore!) d'Alexander Mackendrick (1949), l'action se situant dans la même île des Hébrides.